# Ulopedra ledroides
Ulopedra ledroides är en insektsart som beskrevs av Evans 1959. Ulopedra ledroides ingår i släktet Ulopedra och familjen dvärgstritar. Inga underarter finns listade i Catalogue of Life.